# Tadeusz Legeżyński
Tadeusz Michał Legeżyński (ur. 24 lipca 1907 we Lwowie, zm. 3 grudnia 1979 w Londynie) – major Wojska Polskiego.

## Życiorys
Urodził się 24 lipca 1907 we Lwowie. Był synem dr. Wiktora Legeżyńskiego, lekarza we Lwowie.
Został absolwentem Korpusu Kadetów Nr 1 we Lwowie. W Wojsku Polskim został awansowany na stopień porucznika łączności ze starszeństwem z dniem 1 stycznia 1932. W 1932 pozostawał oficerem kompanii telegraficznej 5 Dywizji Piechoty we Lwowie. Służył także w 6 pułku lotniczym we Lwowie. Według stanu z marca 1939 w stopniu kapitana był dowódcą 5 kompanii w 1 batalionie telegraficznym w Zegrzu. Po wybuchu II wojny światowej podczas kampanii wrześniowej 1939 pełnił funkcję dowódczą kompanii radionadzorowania lotniczego. 
Po przedostaniu się do Francji wstąpił do Wojska Polskiego i był dowódcą łączności lotniczej. Później był dowódcą łączności 10 Brygady Kawalerii Pancernej w składzie 1 Dywizji Pancernej. Później był oficerem w dowództwie łączności sztabu. 
Po wojnie przebywał na emigracji. Uchwałą z 26 września 1946 Tymczasowego Rządu Jedności Narodowej Edwarda Osóbki-Morawskiego, wraz z 75 innymi oficerami Wojska Polskiego, został pozbawiony obywatelstwa polskiego, które przywrócono mu w 1971. Do końca życia pozostawał w stopniu majora. Zmarł 3 grudnia 1979 w Londynie. Był żonaty z Elsie od 1946, później z Bożeną od 1962.

## Odznaczenie
- Krzyż Walecznych[2]
- Srebrny Krzyż Zasługi[2]
- odznaczenia polskie i brytyjskie[2]